# Puning
Puning (普宁 ; pinyin : Pǔníng) est une ville de la province chinoise du Guangdong. C'est une ville-district placée sous la juridiction de la ville-préfecture de Jieyang.

## Démographie
La population du district était de 1 941 905 habitants en 1999.